# 唐栄鉄工廠

台北機械廠における1970年代の工場配置 着色部分は鉄道車両生産拠点を示す。

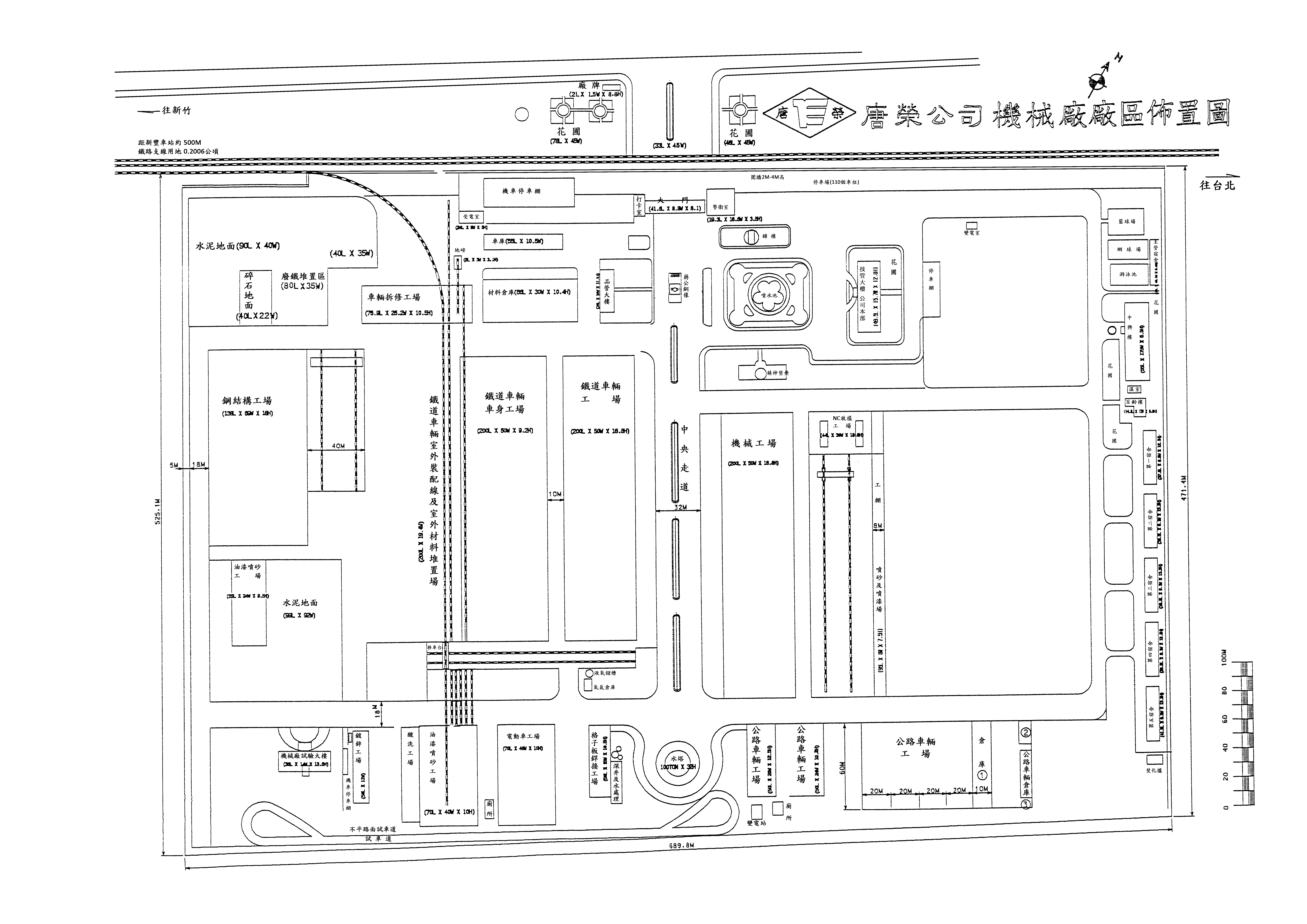
1998年ごろの新竹新豊工場(湖口郷)

唐栄鉄工廠（とうえいてっこうしょう）は台湾の企業家である唐栄が1940年に創立した鉄鋼メーカーである。

## 概要
唐栄鉄工廠は1940年、日本統治時代の台湾において唐栄鉄工所として設立された。第二次世界大戦後、台湾に遺された日本資本の製鉄設備を買い入れて唐栄鉄工廠と改名した。かつては台湾で最大の民間企業であり、台湾全土に多くの鋼鉄加工事業所を持った。
ところが董事長（代表取締役に相当）の唐栄は陳誠と蔣経国による蔣介石の後継者争いに巻き込まれることとなる。唐栄鉄工廠はオールド台湾ドルからニュー台湾ドルへのデノミネーションに際して援助を受けるなど陳誠と縁の深い企業であったが、陳誠の死去により蔣経国が後継者に確定したこともあり、中華民国政府に接収され、1962年より台湾省省営事業とされた。唐栄は失意のうちに亡くなった。
その後台湾が飛躍的な経済成長を遂げると、産業保護条例により守られていた唐栄鉄工廠は国外の同業他社との競争についていくことができず、業績は下落した。1999年の政府制度改革により経済部に属する国営事業となった。2006年8月には株式上場を果たし、再び民営化されることとなった。
2002年、唐栄鉄工廠は中国鋼鉄、日本車輌、住友商事との4社合弁で台湾車輌を設立し、鉄道車両の生産を分社化した。バス製造事業についても同様に、唐榮車輌科技股份有限公司として分社化が行われた。

## 製品

### 鉄道車輌事業部
台湾鉄路管理局
- 莒光号用客車（一部）
- 通勤客車、平快車（一部）[3]
- 冷気対号（復興号）用客車[3]
- 電源荷物車[3]
- E1000型の食堂車[4]
- DR2300型車体更新
- DR2510型気動車
- DR3100型（日本車輌製/組立）
- DR1000型（日本車輌製/組立）

林務局嘉義林区管理処（阿里山森林鉄路）
- 阿里山号初代客車

林務局羅東林区管理処（太平山森林鉄路）
- 太平山蹦蹦車[3]

林務局新竹林区管理処
- 烏来台車車輌[3]

台北市政府捷運工程局
- 台北捷運C301型電車（米国URC分の組立）[3]

亞洲水泥
- 貨車各種[3]

韓国鉄道庁
- 客車各種[3]

サウジアラビア鉄道
- 貨車各種[3]

### バス車両事業部
交通部公路局/台湾汽車客運公司（現在の国光汽車客運）
- ベンツOH1625シャシーの車体（一部）
- 日野LCM8SAシャシーの車体（一部）
- 大宇BH120シャシーの車体（一部/全て廃車）

台北市公車処（現在の大都会客運）
- インターナショナル自動車3000REシャシーの車体

欣欣客運
- 日野ERK2JMLシャシーの車体（一部）
- いすゞLT134Lシャシーの車体（一部）

嘉義客運
- 嘉義BRTで採用されたボルボB7RLEシャシーの車体
- 嘉義BRTで採用された上海汽車申沃SWB6127シャシーの車体

三重客運
- いすゞLT134PRKシャシーの車体（一部）

## 参考資料
- 【板橋公車站/Willie的轉運站/鳴遠巴士站】聯合網站
- 唐榮鐵工廠